# مازارین پنژو
مازارین پَنژو (به فرانسوی: Mazarine Pingeot) زاده ۱۸ دسامبر ۱۹۷۴ در آوینیون، نویسنده و فیلسوف زن فرانسوی و دختر فرانسوا میتران است.

## زندگی‌نامه
مازارین (میتران) پنژو دختر فرانسوا میتران رئیس‌جمهور سابق فرانسه و آن پَنژو متخصص مطالعات تاریخ هنر است. او بیش از سی سال زندگی دوگانه‌ای داشت ولی در سال ۱۹۹۴، هویت خانوادهٔ دوم فرانسوا میتران توسط رسانه‌ها فاش شد و همه ناباورانه پی بردند که مازارین (میتران) پنژو دختر فرانسوا میتران است.
مازارین حرفهٔ ادبی خود را با انتشار کتاب رمان اول (Premier roman) در ۱۹۹۸آغاز کرد. این کتاب که با اقبال خوبی روبه‌رو شد، تاکنون به چندین زبان ترجمه شده‌است. او سرگذشت زندگی خود را در چهارمین کتابش با عنوان دهان دوخته (Bouche cousue) در ۲۰۰۵ نوشته‌است.
او پس از چند سال زندگی مشتر ک با دیدیه لوبره (Didier Le Bret)، در ۲۰۱۷ رسماً با او ازدواج کرده و در حال حاضر استاد فلسفه در دانشگاه پاریس ۸ است.

## آثار ترجمه شده
- گورستان عروسک‌ها (Le cimetière des poupées)، ترجمه سمیرا رشیدپور، تهران: ققنوس، ۱۳۸۸. شابک 978-964-311-873-0